# Maniquerville
Maniquerville é uma comuna francesa na região administrativa da Normandia, no departamento de Sena Marítimo. Estende-se por uma área de 2,56 km². Em 2010 a comuna tinha 423 habitantes (densidade: 165,2 hab./km²).